# Wycombe Wanderers F.C.
Wycombe Wanderers Football Club er en engelsk fodboldklub fra byen High Wycombe i regionen South East England. Klubben spiller i landets tredjebedste række, League One, og har hjemmebane på stadionet Adams Park. Klubben blev grundlagt i 1887.

## Kendte spillere
- Jordon Ibe
- Matty Phillips
- Ray Wilkins
- Frank Sinclair
- Robert Lee
- Steve Guppy
- Steven Taylor
- Neil Lennon
- Russell Martin
- Mike Williamson

## Danske spillere
- Sebastian Svärd (2013-2014)